# Volta ao Algarve de 2009
A 35ª Volta ao Algarve decorreu de 18 a 22 de Fevereiro de 2009 em 5 etapas. Fez parte do calendário do UCI Europe Tour.

## Etapas
| Etapa    | Date         | Villes Etapas                      | km    | Vencedor d'Etapa  | Leader            |
| 1ª Etapa | 18 Fevereiro | Albufeira - Olhão                  | 173,6 | Heinrich Haussler | Heinrich Haussler |
| 2ª Etapa | 19 Fevereiro | Lagoa - Lagos                      | 183,5 | Koldo Fernandez   | Koldo Fernandez   |
| 3ª Etapa | 20 Fevereiro | Vila Real de Santo António - Loulé | 175,0 | Antonio Colom     | Antonio Colom     |
| 4ª Etapa | 21 Fevereiro | Castro Marim – Tavira (CRI)        | 32,7  | Alberto Contador  | Alberto Contador  |
| 5ª Etapa | 22 Fevereiro | Vila do Bispo - Portimão           | 168,8 | Heinrich Haussler | Alberto Contador  |

## Classificação Geral Final
| 1.  | Alberto Contador | Astana                  | em | 19 h 04 min 22 s |
| 2.  | Sylvain Chavanel | Quick Step              | +  | 1 min 06 s       |
| 3.  | Ruben Plaza      | Liberty Seguros         | +  | 1 min 07 s       |
| 4.  | Tiago Machado    | Madeinox-Boavista       | +  | 1 min 08 s       |
| 5.  | Andreas Klöden   | Astana                  | +  | 1 min 09 s       |
| 6.  | Antonio Colom    | Team Katusha            | +  | 1 min 23 s       |
| 7.  | Tony Martin      | Columbia                | +  | 1 min 57 s       |
| 8.  | Simon Gerrans    | Cervélo Test Team       | +  | 2 min 02 s       |
| 9.  | Alejandro Marque | Palmeiras Resort-Tavira | +  | 2 min 08 s       |
| 10. | David Millar     | Garmin-Slipstream       | +  | 2 min 11 s       |